# Iso Lele
Iso Lele (або Iso Rivolta Lele) — автомобіль класу Gran Turismo, який випускався італійським виробником автомобілів Iso Automoveicoli SpA між 1969 та 1974 роками. Lele, будучи 2+2-місцевим автомобілем, заповнив проміжок між Grifo та Fidia. ділиться своєю силовою установкою зі своїми братами і сестрами. Стилізацію зробив Марчелло Гандіні з Bertone. Автомобіль названо на честь Леле Рівольти, дружини П'єро Рівольти (сина засновника компанії Iso Ренцо).

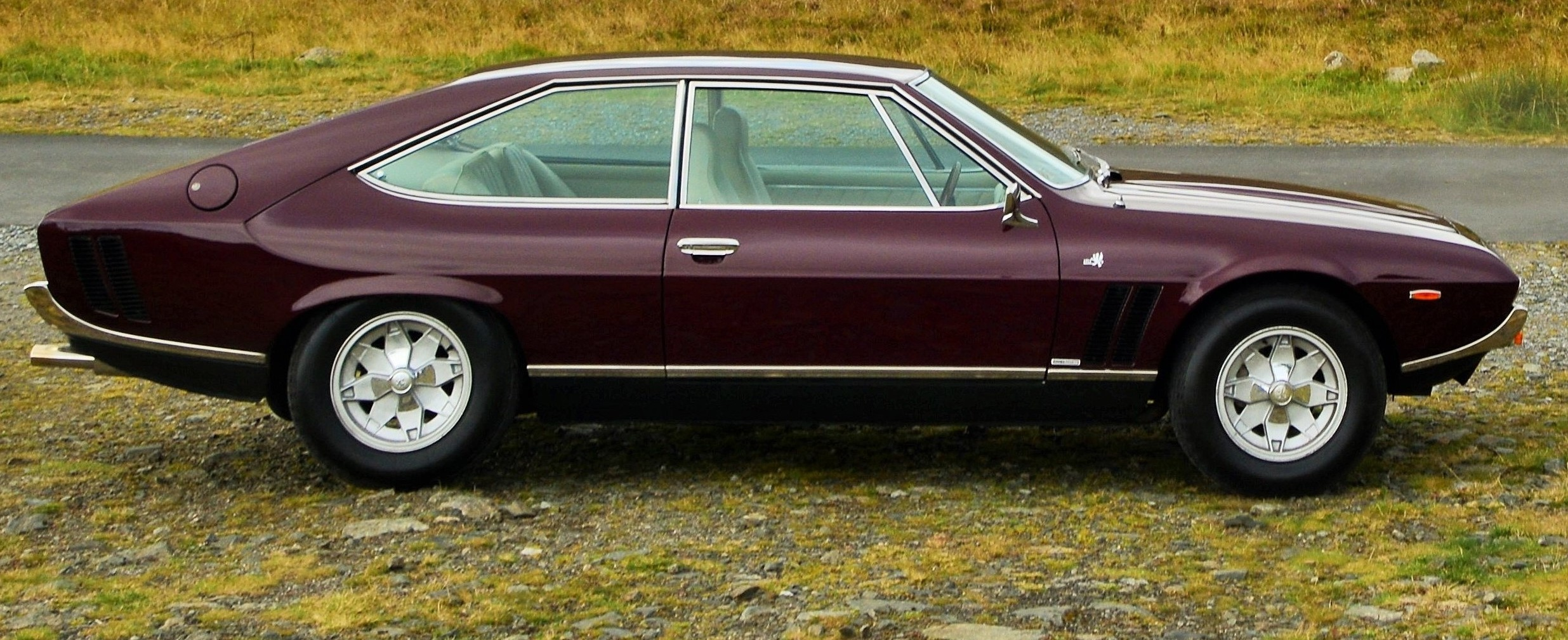

## Двигуни
- 5,354 см3 (5.4 L) Chevrolet 327 V8 (1969–1972)
- 5,736 см3 (5.7 L) Ford 351 V8 (1972–1974)